# Albert Büche
Albert Büche foi um futebolista suíço. Ele competiu na Copa do Mundo FIFA de 1934, sediada na Itália, na qual a seleção de seu país terminou na sétima colocação dentre os 16 participantes.